# مؤشر الحياة النوعية لالتهاب المفصل الصدفي
مقياس جودة الحياة لالتهاب المفاصل الصدفي هو مقياس نتائج يبلغ عنه المريض يكون خاص بمرض معين يقيس تأثير التهاب المفاصل الصدفي على جودة حياة المريض.
وهو عبارة عن استبيان ذاتي يتألف من 20 بندًا يستغرق استكماله نحو ثلاث دقائق. الأجوبة مقصورة على صواب أو خطأ.

## تطور
نُشرَ مؤشر الحياة النوعية لالتهاب المفصل الصدفي لأول مرة في عام 2004 من قبل أبحاث جالينوس. كان تطوير الإجراء جهدًا مشتركًا بين أبحاث جالينوس وجامعة ليدز ومستشفى جامعة سانت فنسنت في دبلن. مولت الدراسة من قبل حملة أبحاث التهاب المفاصل في المملكة المتحدة.
أجريت ابحث نوعية مع 48 مريضًا، وبعد ذلك أُنشئ استبيان مكون من 51 عنصرًا. ثمَ أُجريَ مسح متابعة مع 94 مريضًا مما أدى إلى انخفاض العناصر إلى 35. مُسحَ 286 مريضًا إضافيًا وأجريَ تحليل راش، والذي وضع اللمسات الأخيرة على مؤشر الحياة النوعية لالتهاب المفصل الصدفي إلى 20 عنصرًا. تشير الدرجة العالية في مؤشر الحياة النوعية لالتهاب المفصل الصدفي إلى انخفاض جودة الحياة.

## استخدام دولي
تُرجِمَ مقياس جودة الحياة لالتهاب المفاصل الصدفي إلى 30 لغة، بخلاف الإنجليزية في المملكة المتحدة. تشمل هذه اللغات الهولندية، والسويدية. كما اُستخدمَ مؤشر الحياة النوعية لالتهاب المفصل الصدفي في الدراسات البحثية السريرية من أجل تحديد ما إذا كان الدواء أو العلاج فعالًا في علاج التهاب المفاصل الصدفي. إذا تغيرت الدرجات على مؤشر الحياة النوعية لالتهاب المفصل الصدفي بعد العلاج فهذا يعني أنَ العلاج المعطى كان له تأثير على نوعية الحياة. اُستخدامَ مؤشر الحياة النوعية لالتهاب المفصل الصدفي لتقييم إنفليكسيماب، أداليموماب.